# Sessions@AOL (EP de Yellowcard)
Sessions@AOL es un EP de Yellowcard lanzado en iTunes en el 2004. Contiene canciones lanzadas ya anteriormente en el disco Ocean Avenue, pero en versión acústica. En el DVD Beyond Ocean Avenue pueden encontrarse los videos de esta sesión.

## Lista de canciones
1. "Ocean Avenue"
2. "View From Heaven"
3. "Only One"
4. "Empty Apartment"

- Datos: Q6126270